# L'Âge de la paix
Pour plus de détails, voir Fiche technique et Distribution.
L'Âge de la paix (L'età della pace) est un film italien de Fabio Carpi sorti en 1975.
Le film a été sélectionné à la Semaine de la critique au Festival de Cannes 1975.

## Synopsis
Un homme riche de 80 ans se meurt lentement, sous le regard indifférent de son fils et des autres membres de sa famille. Malheureux de ne plus être utile, il se console en se rappelant le bon vieux temps et en s'imaginant une existence parallèle, dans un ailleurs fantastique, où il dialogue à son alter-ego qui a régressé à une vie primitive. 

## Fiche technique
- Titre français : L'Âge de la paix[2]
- Titre original italien : L'età della pace[3]
- Réalisation : Fabio Carpi
- Scénario : Fabio Carpi, Luigi Malerba
- Photographie : Luciano Tovoli
- Montage : Luigia Magrini
- Son : Roberto Alberghini, Antonio Pantano
- Décors : Franco Velchi
- Costumes : Piero Tosi
- Sociétés de production : Capricorno Film
- Pays de production :  Italie
- Langue originale : italien
- Format : Couleur par Eastmancolor • Son mono • 35 mm
- Durée : 120 minutes (2 h 0)
- Genre : Drame
- Dates de sortie :
  - France : mai 1975 (Festival de Cannes 1975)
  - Hongrie : 28 octobre 1976
  - Allemagne de l'Ouest : 25 septembre 1978

## Distribution
- Otto Eduard Hasse : Simone
- Isa Danieli : Sabina
- Georges Wilson : L'alter-ego
- Macha Méril : Elsa
- Alberto Lionello : Glauco
- Lina Polito : Le fer à repasser
- Ernesto Colli : Le peintre
- Sibylle Pieyre de Mandiargues : Le petit bébé